# Hälgenäs
Hälgenäs, även Helgenäs, är en småort i Västra Eds socken i norra Västerviks kommun, vid viken Syrsan längs väg E22 nära Edsbruk. Orten ligger omkring 40 km norr om Västervik.

## Historia
Mycket talar för att Helgenäs och Syrsan via Edsån och Uknadalens sjösystem varit en forntida segel- och transportled mellan Östersjön och trakterna runt Linköping. Hamnområdet har haft stor betydelse under historisk tid för frakt av varor till och från industrierna i Edsbruk. Hamnen har också brukats som lagerplats för virke och mellan 1950- och 1980-talen fanns här också ett sågverk. Vid sågen ägde doppning av virke och besprutning av timmer rum och som en följd av detta är platsen dioxinförorenad. I dag finns endast småskalig industriverksamhet inom hamnområdet.
På 1840-talet flyttades den så kallade Edsmarken, en marknad som hölls intill Västra Eds kyrka, till Helgenäs på grund av störande superi och slagsmål.

### Fornlämningar
Vid Hälgenäs och det närbelägna Tinderedsnäs finns ett stort antal registrerade fornlämningar i fornminnesregistret (FMIS). Vid Tinderedsnäs dominerar rösen och stensättningar från bronsålder och äldre järnålder, medan det nordöst om samhället Hälgenäs även ingår lämningar från yngre järnålder. I nära anslutning till Hälgenäs finns fyra fornlämningar registrerade där samtliga kan dateras till stenåldern och då tidig- och mellanneolitikum, det vill säga ca 4 000-2 300 f.Kr. Stenyxor, keramikskärvor, slipstensfragment, bryne samt kvarts- och flintavslag har hittats i området.

### Befolkningsutveckling
| Befolkningsutvecklingen i Hälgenäs/Del av Hälgenäs 1960–2015 | Befolkningsutvecklingen i Hälgenäs/Del av Hälgenäs 1960–2015 | Befolkningsutvecklingen i Hälgenäs/Del av Hälgenäs 1960–2015 | Befolkningsutvecklingen i Hälgenäs/Del av Hälgenäs 1960–2015 | Befolkningsutvecklingen i Hälgenäs/Del av Hälgenäs 1960–2015 |
| ------------------------------------------------------------ | ------------------------------------------------------------ | ------------------------------------------------------------ | ------------------------------------------------------------ | ------------------------------------------------------------ |
|                                                              |                                                              |                                                              |                                                              |                                                              |
| År                                                           |                                                              |                                                              | Folkmängd                                                    | Areal (ha)                                                   |
| 1960                                                         | 1960                                                         |                                                              | 228                                                          |                                                              |
| 1965                                                         | 1965                                                         |                                                              | 228                                                          |                                                              |
| 1970                                                         | 1970                                                         |                                                              | 220                                                          |                                                              |
| 1975                                                         | 1975                                                         |                                                              | 209                                                          |                                                              |
| 1990                                                         | 1990                                                         |                                                              | 143                                                          | 21#                                                          |
| 1995                                                         | 1995                                                         |                                                              | 178                                                          | 49#                                                          |
| 2000                                                         | 2000                                                         |                                                              | 164                                                          | 48#                                                          |
| 2005                                                         | 2005                                                         |                                                              | 138                                                          | 48#                                                          |
| 2010                                                         | 2010                                                         |                                                              | 125                                                          | 48#                                                          |
| 2015                                                         | 2015                                                         |                                                              | 115                                                          | 39#                                                          |
| Anm.: Upphörde som tätort 1980. # Som småort.                |                                                              |                                                              |                                                              |                                                              |

## Idrott
På orten finns idrottsföreningen Hälgenäs IF.